# Откровение Иоанна Богослова, 18
Откровение Иоанна Богослова, Глава 18 — восемнадцатся глава Книги Апокалипсиса (18:1—24), в которой пал Вавилон Великий.

## Структура
- Пророчество о возмездии Вавилону (1-3)
- Призыв выйти из Вавилона (4-8)
- Плач и рыдание о гибели Вавилона (9-19)
  - Плач царей (9-10)
  - Плач купцов (11-17)
  - Плач кормчих и корабельщиков (17-19)
- Радость святых на небе о падении Вавилона (20)
- Символические изображения падения Вавилона (21-24)

## Содержание
С небес спускается «иной Ангел», который громким голосом говорит «пал, пал Вавилон», а также описывает, как великая блудница сделалась жилищем нечистой силы и проч. Затем голос с неба призывает народ Божий совершить исход из города, чтобы не пострадать вместе с ним. Далее голос рассказывает о казнях и прочих несчастиях, которые суждены городу.
Голос подробно говорит о том, как будут плакать о Вавилоне цари земные, купцы и кормчие (капитаны торговых кораблей), блудодействовавшие с Вавилоном и извлекавшие из торговли с ним роскошными товарами прибыль.
Голос призывает небо и святых веселиться по этому поводу. Затем «один сильный ангел» берет камень, подобный жернову и бросает в море, говоря, что с такой же силой будет повергнут Вавилон. И больше в городе не будет радости и праздника, поскольку в волшебстве Вавилона кровь верующих в Христа.

### Упомянуты
- Вавилон великий
- Вавилонская блудница

## Толкование
Глава написана в форме пророческой литературы, типичной для ветхозаветных книг пророков. Это так называемая «Песнь гибели», песнь гибели города Рима.
Пророчество о падении Вавилона уже появлялось ранее — в главе 14.
Эта глава в основном состоит из аллюзий на обличительные речи древних пророков, которые были направлены на города Востока — Вавилон, Тир, Едом, Ниневия и др. (у Исайи, Иеремии, Софонии). Первый мотив главы — кара, которая падет на империю, второй — тема исхода. Вавилон, падение, которого предсказывает ангел — это Рим и, в конечном счете — любая империя, попирающая человеческие права. Исайя говорил об историческом Вавилоне, Ниневии, что они превратятся в развалины, где будут кричать птицы и нечистые духи (Ис 13,21; 21,9). Развалины в пустыне, в библейской символике — место пребывания демонов; пустыня — символ отсутствия Бога. Призыв выйти из города — классическая тема исхода ради спасения. Сюжет с оплакиванием Вавилона — это мотив ветхозаветных библейских пророчеств-ламентаций (оплакиваний). Ангел, бросающий мельничный жернов — повторение символического жеста, который пророк Иеремия сказал совершить царскому слуге Сераии: придя в Вавилон, бросить свиток с камнем в реку Евфрат (Иер 51,59-64). Бросить камень в море — значит бросить его в ничто. Эта глава представляет собой похоронную песнь Вавилону, как граду лжи, противостоящему Граду Божьему.
Христианам приказано выйти из Вавилона, чтобы не погибнуть вместе с ним. Это не призыв конкретного выхода для верующих, а завет про «некоторую отчужденность духа, которую нужно сохранить и в гуще мирского движения». Вавилон наказан за грех гордыни. Плач царей и купцов имеет много общего с плачем по Тиру у Иезекииля (Иез. 26-27). Цари и купцы плачут, стоя издали, они не протягивают руку помощи Вавилону. Плач купцов пронизан чистым эгоизмом, они оплакивают утерю рынка. Плач моряков навеян тем же источником (Иез. 27,28-30). Окончательное разрушение Вавилона начинается символическим актом — киданием жернова. У Иеремии: «И когда окончишь чтение сей книги, привяжи к ней камень и брось ее в средину Евфрата, и скажи: „так погрузится Вавилон, и не восстанет от того бедствия, которое Я наведу на него“» (Иер. 51,63.64).